# Amerotyphlops paucisquamus
Espèce
Synonymes
- Typhlops paucisquamus Dixon & Hendricks, 1979

Amerotyphlops paucisquamus est une espèce de serpents de la famille des Typhlopidae. 

## Répartition
Cette espèce est endémique de l'État de Pernambouc au Brésil.

## Description
L'holotype de Typhlops paucisquamus, un adulte de sexe indéterminé, mesure 133 mm dont 5 mm pour la queue.

## Étymologie
Son nom d'espèce, du latin pauci, « peu », et squama, « écaille », lui a été donné en référence au faible nombre de ses écailles.

## Publication originale
- Dixon & Hendricks, 1979 : The wormsnakes (family Typhlopidae) of the neotropics, exclusive of the Antilles. Zoologische Verhandelingen, vol. 173, p. 1-39 (texte intégral).